# Sargocentron vexillarium
Sargocentron vexillarium är en fiskart som först beskrevs av Felipe Poey, 1860.  Sargocentron vexillarium ingår i släktet Sargocentron och familjen Holocentridae. Inga underarter finns listade i Catalogue of Life.